# Vardashat
Vardashat o Vardaŝat (in armeno Վարդաշատ, fino al 1948 Ghashka) è un comune dell'Armenia di 231 abitanti (2008) della provincia di Ararat.